# Radnai Erzsi
Radnai Erzsi, 1919-ig Rosenberg Erzsébet (Budapest, 1900. október 14. – Budapest, 1983. június 19.) magyar opera-énekesnő (mezzoszoprán).

## Élete
Rosenberg Vilmos Mosche hivatalnok és Fülep Eszter Gabriella lánya. Zongoratanárnak készült, de egy édesapja által erőltetett meghallgatás után 1918-ban a Zeneakadémia magánének szakának második évfolyamára vették fel. A következő tanévben a harmadikkal befejezte tanulmányait. Az Operaház ösztöndíjasnak szerződtette.
1923. június 22-én debütált az Operának a Városi Színházban tartott Trubadúr előadásában Azucena szerepében. Ekkor a Nemzeti Újság így írt róla: „A művésznőnek sötét színezetű, tömör és nemesen telt hangja különösen az alsóbb regiszterekben hat sok drámai erővel’’.
1923. szeptember 1-jétől az Operaház tagja. Itt 3-án a Bűvös vadász harmadik nyoszolyólányaként mutatkozott be. Utoljára 1925. június 14-én szerepelt a Farsangi lakodalomban. Átszerződött a Városi Színházba. 1929. június 7-én itt énekelte először a Fideliót. A második zsidótörvény életbelépése előtti utolsó „rendes” fellépése egy állatkerti Parasztbecsület előadáson volt. Ez után csupán az OMIKE Művészakció keretében engedték szerepelni.
1929. május 29-én a Ferencvárosban kötött házasságot Sós Ernővel (1897–1963), a Warner-gépgyár igazgatójával.
Sírja a Kozma utcai izraelita temetőben található.

## Főbb szerepei
- G. Puccini: Pillangókisasszony – Suzuki
- Mascagni: Parasztbecsület – Santuzza
- Beethoven: Fidelio – címszerep
- Ambroise Thomas: Mignon – címszerep
- Bizet: Carmen – címszerep
- Goldmark Károly: Sába királynője – címszerep
- Verdi: A trubadúr – Azucena